# Stephen Mix Mitchell
Stephen Mix Mitchell (Wethersfield, 1743. december 9. – Wethersfield, 1835. szeptember 30.) az Amerikai Egyesült Államok szenátora (Connecticut, 1793–1795).